# Kent Townley

Zawodnik Iowa State Cyclones

Kent Harold Townley (ur. 18 stycznia 1930 w Sioux City, zm. 26 maja 2005) – amerykański zapaśnik walczący w stylu klasycznym. Olimpijczyk z Melbourne 1956, gdzie zajął ósme miejsce w wadze koguciej.
Zawodnik Leeds High School i Iowa State University. Uczestnik wojny koreańskiej. Zginął w wypadku samochodowym.

## Letnie Igrzyska Olimpijskie 1956
| Konkurencja          | Rundy eliminacyjne | Rundy eliminacyjne | Rundy eliminacyjne    | Klas. końcowa |
| Konkurencja          | Przeciwnik I       | Przeciwnik II      | Przeciwnik III        | Miejsce       |
| -------------------- | ------------------ | ------------------ | --------------------- | ------------- |
| 57 kg styl klasyczny | wolny los Z        | Imre Hódos (HUN) P | Fred Kämmerer (GDR) P | 8.            |